# Manoel Brasil
Manoel Brasil de Paula Filho, mais conhecido como Doutor Brasil (Porto Grande, 20 de junho de 1958) é um médico e político brasileiro filiado ao Partido Verde (PV). Foi deputado estadual do Amapá por cinco mandatos, sendo três consecutivos e dois alternados.

## Biografia
Médico cardiologista referência no exercício da cardiologia no Amapá, Brasil também é geriatra. O ex-deputado conta que decidiu tornar-se médico aos nove anos, quando sua mãe fez uma cirurgia em Macapá. “Fui pra Belém, fazer Medicina, e quando lá estava soube que meu pai estava com problemas no coração. Então resolvi ser cardiologista, e agora, quando meus pais já estão com idades avançadas, sou geriatra por eles e por todos os idosos que me procuram”.

## Carreira política
Doutor Brasil é veterano da politica amapaense, tendo sido deputado estadual pela primeira vez em 1990, pelo PL, sendo reeleito em 1994 e 1998. Em 2002, não consegue renovar o mandato de deputado. Foi reeleito em 2006 pelo PMN, e em 2010 pelo PRB. Em 2014, filiado ao PTN, obtém 4.463 votos, ficando como primeiro suplente da coligação. Tenta a reeleição em 2018 pelo PV, mas não consegue.
Como deputado estadual, conseguiu a realização da primeira cirurgia cardíaca no Amapá, trouxe o cateterismo para o estado e lutou pela transformação de Serra do Navio num centro científico e universitário.